# Спутник 21
Спутник 21 (също Венера 2МV-2 № 1, Спутник 13, Спутник 25) е третият съветски опит за изстрелване на сонда към Венера, която да се превърне в първия орбитален апарат около планетата на 12 септември 1962 г. Поради проблем с последната степен на ракетата-носител сондата остава на ниска околоземна орбита като изкуствен спътник.

## Полет
Стартът е успешно осъществен на 12 септември 1962 г. от космодрума Байконур в Казахска ССР с ракета-носител „Молния“. Първите три степени работят нормално и апарата е изведен до разчетната орбита.
Четвъртата степен е трябвало да се задейства след около една обиколка около Земята и да насочи сондата към Венера. Това обаче не се случва поради повреда в горивната помпа на двигателя. В резултат на това апарата остава в орбита с перигей 163 км и апогей 195 км. След 2 дни полет около Земята (на 14 септември), корабът изгаря в плътните слоеве на земната атмосфера.